# Résolution 79 du Conseil de sécurité des Nations unies
Membres permanents
- Chine (Taïwan)
- États-Unis
- France
- Royaume-Uni
- URSS

Membres non permanents
- Cuba
- Égypte
- Équateur
- Inde
- Norvège
- Yougoslavie

Résolution no 78 Résolution no 80
La résolution 79 du Conseil de sécurité des Nations unies  est une résolution du Conseil de sécurité des Nations unies adoptée le 17 janvier 1950.
Cette résolution, la première de l'année 1950, relative à la réglementation et à la réduction des armements, décide de transmettre à la Commission des armements de type classique la résolution 300 (IV) de l'assemblée générale des Nations unies adoptée le 5 décembre 1949
La résolution a été adoptée par 9 voix pour, 0 contre et 2 abstentions

## Texte
- Résolution 79 sur fr.wikisource.org
- Résolution 79 sur en.wikisource.org